# Riesenlippfische

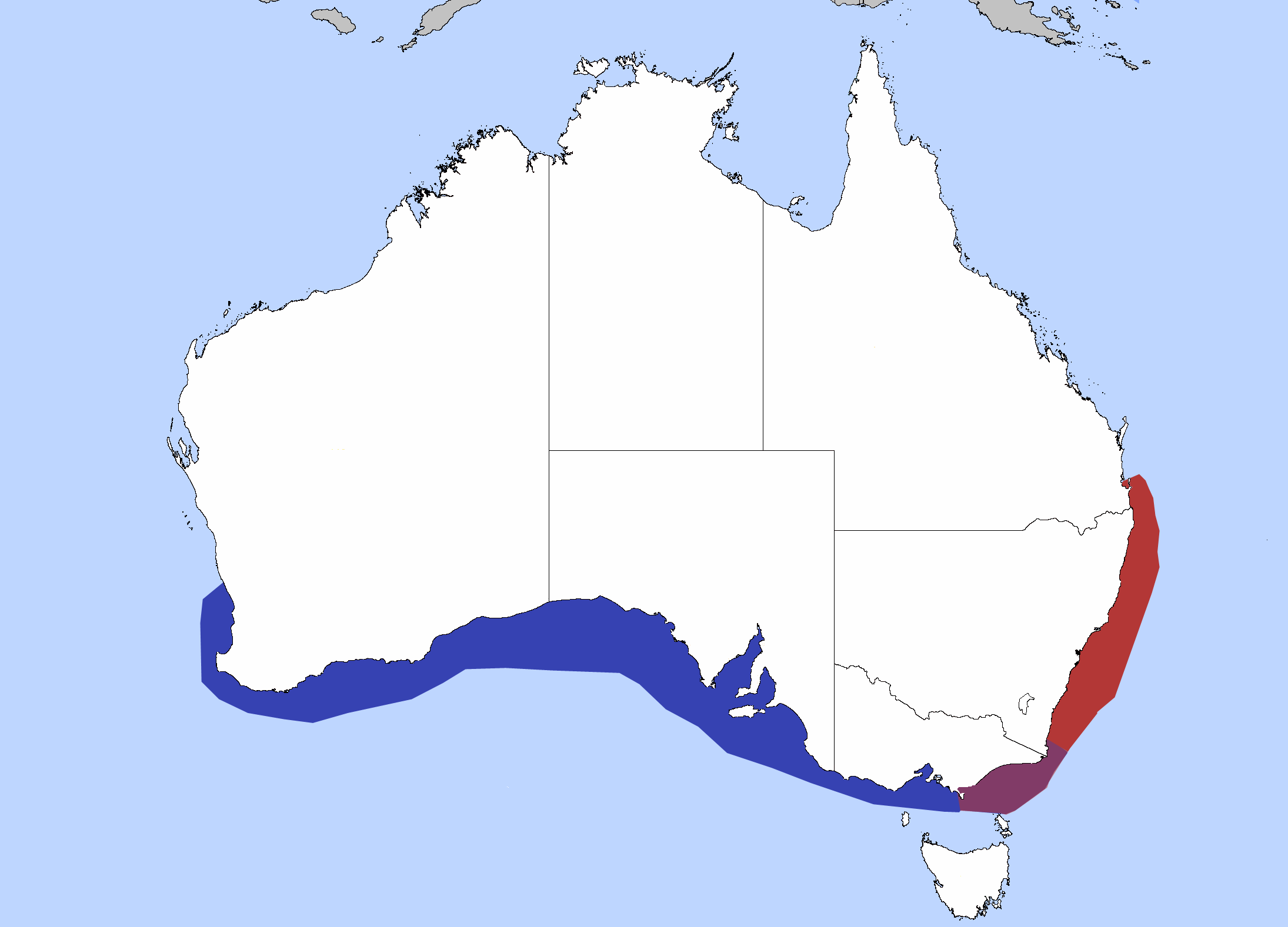
Verbreitungsgebiet der beiden Riesenlippfisch-Arten – blau: Western Blue Grouper (bzw. Grouper), rot: Eastern Blue Groper

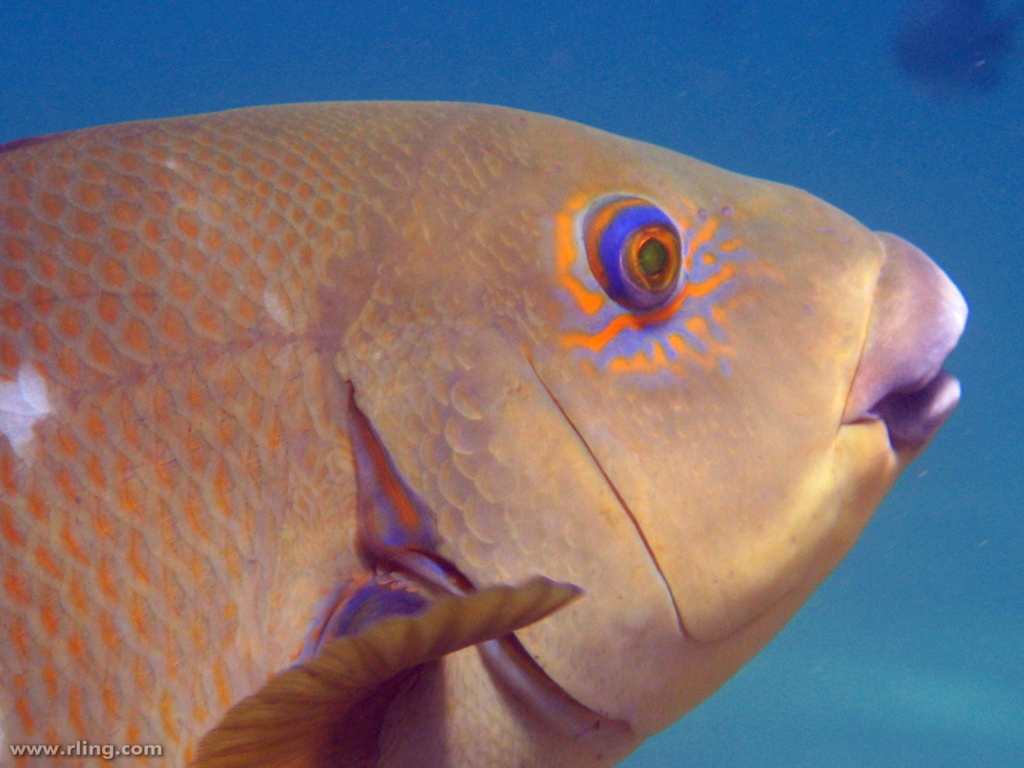
Weiblicher Riesenlippfisch

Die Gattung der Riesenlippfische (Achoerodus, englisch: Blue Groper) gehört zur Unterfamilie der Zahnlippfische (Hypsigenyinae). Ihr gehören zwei Arten an: der Eastern Blue Groper (Achoerodus viridis), dessen Verbreitungsgebiet sich an der Ostküste Australiens von Hervey Bay im südlichen Queensland bis Wilsons Promontory in Victoria befindet, sowie der Western Blue Groper (Achoerodus gouldii), der von Houtman Abrolhos in Western Australia bis westlich von Melbourne vorkommt.

## Erscheinungsbild
Riesenlippfische haben dicke Lippen. Jungtiere sind braun bis grün-braun. Erwachsene Weibchen sind braun bis rötlich-braun; fast alle Schuppen haben einen dunklen roten Punkt. Erwachsene Männchen weisen eine kräftige blaue Färbung auf, die dem Fisch seinen englischen Namen gibt. Das Blau kann von Ultramarinblau bis Kobaltblau reichen. Beim Eastern Blue Groper treten um die Augen radiale orange Linien auf.
Eastern Blue Gropers erreichen eine Länge von bis zu 1,2 m und wiegen bis zu 22 kg; allerdings kommen Fische mit mehr als 15 kg nur selten vor. Die westliche Art ist größer und kann bis zu 1,6 m lang und 40 kg schwer werden.

## Entwicklung und Fortpflanzung
Alle Riesenlippfische beginnen ihr Leben mit dem weiblichen Geschlecht und erreichen die Geschlechtsreife mit einer Größe von 250 bis 350 mm beziehungsweise mit einem Gewicht von 300 bis 900 g. Wenn sie weiter wachsen, erreichen sie die initial phase, in der sie weiblich oder männlich sein können; in der terminal phase, ab einer Größe von 600 mm beziehungsweise einem Gewicht von 5 kg sind sie männlich und erhalten ihre endgültige Farbe. Was genau den Geschlechtswechsel initiiert, ist unbekannt. Neben Größe und Gewicht scheint auch die Anzahl der Weibchen per Männchen einen Einfluss zu haben: Werden einer Population Weibchen hinzugefügt, wird das größte Weibchen männlich, ebenso wenn das Männchen entfernt wird.
Der Riesenlippfisch laicht von Juli bis Oktober in den Seegräsern der Flussmündungen; hier werden die jungen Fische für gewöhnlich angetroffen.
Anhand von Otolithen und Schuppen konnte das maximale Alter der Arten bestimmt werden: Von der östlichen Variante wurden Exemplare mit einem Alter von bis zu 35 Jahren gefunden; von der westlichen Spezies ist ein Fisch von 50 Jahren entdeckt worden.

## Verhalten
Der Fisch lebt in einer Reihe verschiedener Küstengewässer; ausgewachsene Tiere befinden sich vor allem auf Riffen; wohingegen Jungfische sich dort im Seegras aufhalten. Der Western Blue Groper lebt in Wassern von 5 bis 65 m Tiefe; die östliche Art in seichten Wasser und bis zu 40 m tief. 
Üblich sind Gruppen, die aus einem Männchen, zwei oder drei Weibchen sowie mehreren Jungtieren bestehen. Ob es eine soziale Hierarchie gibt, ist unbekannt.
Riesenlippfische sind Carnivore, die sich von Wirbellosen wie Seegurken, Krabben, Muscheln und Seesternen ernähren. Ältere Tiere können Muschelschalen aufbeißen; um Seesterne zu verzehren, drehen Riesenlippfische diese auf die Oberseite und beginnen sie von der Unterseite zu fressen.

## Menschen und Blue Groper
Riesenlippfische lassen Menschen nahe an sich heran und nehmen Futter an, weswegen sie sehr leicht gejagt werden können und ein beliebtes Ziel für Speerfischer waren. Ab 1969 wurden sie deswegen erstmals vor jedweder Fischerei geschützt. 1974 wurde das Verbot wieder aufgehoben; 1975 jedoch für die kommerzielle Fischerei wieder eingeführt. Seit 1980 ist der Verkauf und das Speerfischen von Blue Gropern auch für Freizeitfischer verboten.
Aufgedeckte Fälle von illegaler Fischerei finden ein Medienecho und werden mit einer Geldstrafe von 11.000 AUS$ belegt. 
Seit 2002 ist der Eastern Blue Groper das Fisch-Emblem des Staates New South Wales.